# Klasztor św. Piotra w Salzburgu

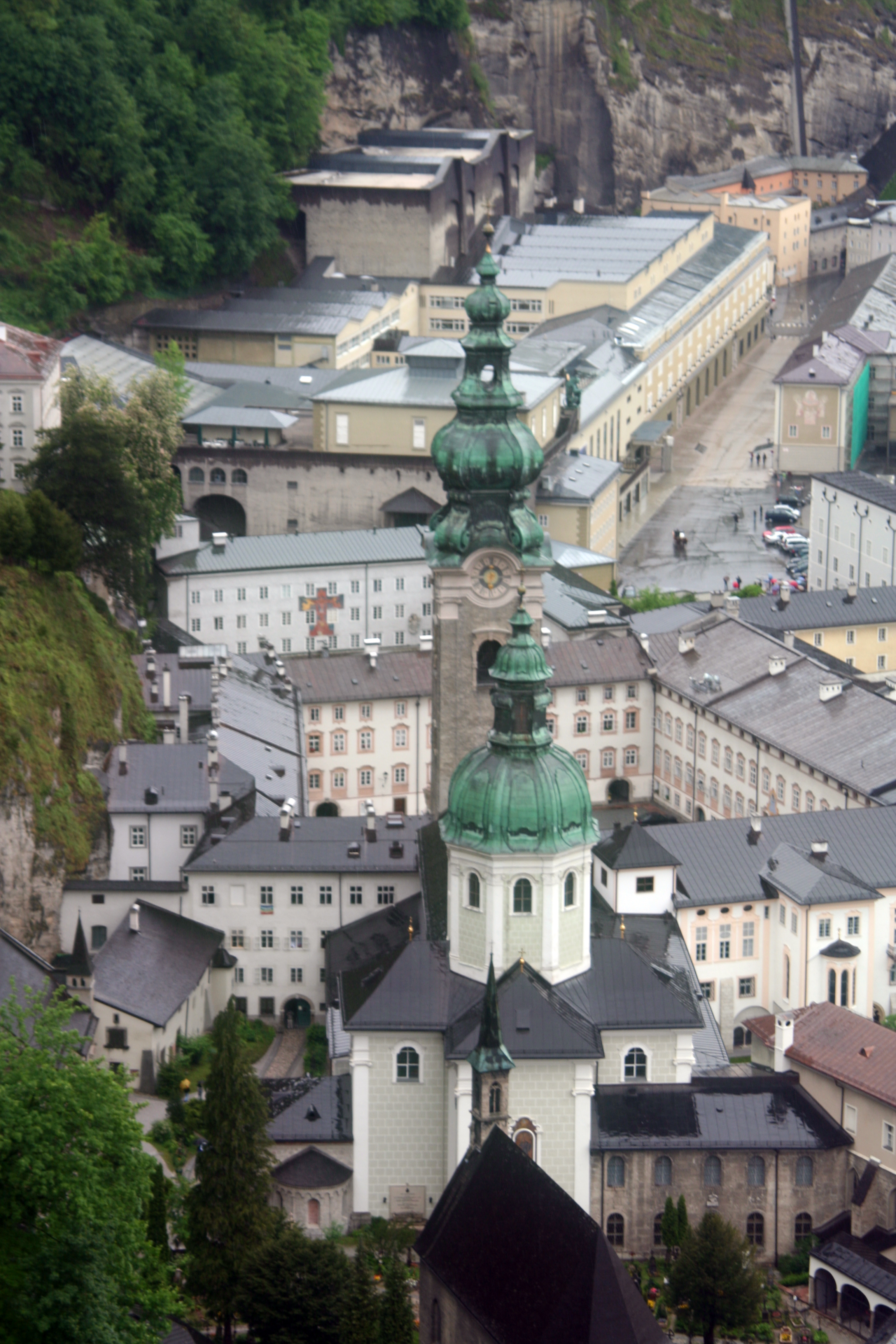
Klasztor św. Piotra

Klasztor św. Piotra w Salzburgu – najstarszy, do dziś istniejący, klasztor benedyktynów na terenie niemieckojęzycznym.

## Historia
Założony przez św. Ruperta w 696 roku podczas jego podróży misyjnej w Alpach Południowych.
W średniowieczu znany ze swej wyjątkowej szkoły pisarstwa. W XV wieku opactwo przyjęło tzw. Reformy z Melk, które miały na celu odnowienie życia klasztornego w Austrii.
W roku 1622 z inicjatywy arcybiskupa Parisa Grafa von Lodrona oraz dzięki klasztorom benedyktyńskim Salzburga, Szwajcarii, Bawarii i Austrii otworzono Benedyktyński Uniwersytet Salzburski, który był ściśle związany z opactwem św. Piotra aż do roku 1810, kiedy to uniwersytet zamknięto.
W roku 1926 dzięki staraniom opata Petrusa Karla Klotz otworzono Kolleg St. Benedikt, który przyczynił się do ponownego otworzenia Uniwersytetu Salzburskiego.
W 1927 roku klasztor św. Piotra wzrósł do rangi arcyopactwa.
W czasach nazistowskich wygnano mnichów z klasztoru, sam jednak budynek klasztorny pozostał. Po wojnie mnisi wrócili. Od 2009 roku zakonem kieruje arcyopat Bruno Becker. W klasztorze mieszka 22 mnichów (stan z listopada 2008 r.).

## Biblioteka
W Klasztorze św. Piotra znajduje się najstarsza biblioteka w Austrii. Z 800 manuskryptów najcenniejszym dziełem jest tzw. Verbrüderungsbuch, księga zawierająca spis i informacje na temat zakonów w średniowieczu, którą zdeponował w roku 784 biskup św. Wirgiliusz z Salzburga.